# Делафілд (місто, Вісконсин)
Делафілд (англ. Delafield) — місто (англ. city) в США, в окрузі Вокеша штату Вісконсин. Населення — 7185 осіб (2020).

## Географія
Делафілд розташований за координатами 43°4′3″ пн. ш. 88°23′20″ зх. д. / 43.06750° пн. ш. 88.38889° зх. д. (43.067421, -88.388833).  За даними Бюро перепису населення США в 2010 році місто мало площу 28,64 км², з яких 24,36 км² — суходіл та 4,28 км² — водойми.

## Демографія
Згідно з переписом 2010 року, у місті мешкало 7085 осіб у 2776 домогосподарствах у складі 1858 родин. Густота населення становила 247 осіб/км².  Було 2974 помешкання (104/км²).
Расовий склад населення:
| - 96,4 % — білих - 1,3 % — азіатів - 0,8 % — чорних або афроамериканців - 0,3 % — корінних американців |

До двох чи більше рас належало 0,8 %. Частка іспаномовних становила 3,2 % від усіх жителів.
За віковим діапазоном населення розподілялося таким чином: 25,2 % — особи молодші 18 років, 61,8 % — особи у віці 18—64 років, 13,0 % — особи у віці 65 років та старші. Медіана віку мешканця становила 41,8 року. На 100 осіб жіночої статі у місті припадало 103,7 чоловіків;  на 100 жінок у віці від 18 років та старших — 95,8 чоловіків також старших 18 років.
Середній дохід на одне домашнє господарство  становив 112 998 доларів США (медіана — 77 679), а середній дохід на одну сім'ю — 144 980 доларів (медіана — 109 242). Медіана доходів становила 65 699 доларів для чоловіків та 51 861 долар для жінок. За межею бідності перебувало 7,5 % осіб, у тому числі 10,7 % дітей у віці до 18 років та 2,8 % осіб у віці 65 років та старших.
Цивільне працевлаштоване населення становило 3755 осіб. Основні галузі зайнятості: освіта, охорона здоров'я та соціальна допомога — 21,3 %, виробництво — 18,5 %, роздрібна торгівля — 11,6 %, науковці, спеціалісти, менеджери — 11,5 %.